# 699 Hela
699 Hela é um asteroide que orbita o Sol. Foi descoberto pelo astrônomo alemão Joseph Helffrich no Observatório Heidelberg-Königstuhl, em 5 de junho de 1910. Sua designação provisória foi 1910 KD.